# Стринадюк Дмитро Михайлович
Дмитро Михайлович Стринадюк (нар. 8 листопада 1924, Косів) — український майстер різьблення по дереву.

## Творчість
Вигоротовляв скриньки, декоративні тарілки, келихи, письмове приладдя, гуцульські сувеніри, прикрашені різьбленням та інкрустацією, використовуючи геометричні гуцульські орнаменти.
Роботи майстра зберігаються у Національномуй музеї українського народного декоративного мистецтва у Києві, Національному музеї народного мистецтва Гуцульщини та Покуття імені Йосафата Кобринського у Коломиї, Державному центральному музеї сучасної історії Росії у Москві.